# Paralcis dochmioscia
Paralcis dochmioscia là một loài bướm đêm trong họ Geometridae.